# Baidi
Baidi (nep. बैदी) – gaun wikas samiti w zachodniej części Nepalu w strefie Gandaki w dystrykcie Tanahu. Według nepalskiego spisu powszechnego z 2001 roku liczył on 815 gospodarstw domowych i 4966 mieszkańców (2621 kobiet i 2345 mężczyzn).